# Huawei P20 lite
Huawei P20 lite（華為 P20 lite、ファーウェイ P20 ライト）は、ファーウェイが発表・発売したPシリーズのAndroidスマートフォン。

## 概要
同社が展開しているP20シリーズの廉価版という位置づけで2018年に発表された。日本ではau、Y!mobile、UQ mobile、J:COMの4キャリアから発売され、SIMフリー版も購入可能。
ディスプレイは2280×1080のUHDスクリーンとなっている。カメラは広角のフロントカメラが搭載されており、約1600万画素であり、またダブルレンズカメラでは約1600万画素のレンズを搭載している。
指紋認証センサーも搭載している。顔認証機能では画面を見るだけで約0.8秒の早さでアクセスができる。
デュアルBluetoothも搭載されている。